# Lodderena nana
Lodderena nana là một loài ốc biển nhỏ, là động vật thân mềm chân bụng sống ở biển trong họ Skeneidae.

## Phụ loài
Ngoài ra còn có tồn tại một phân loài, Lodderena nana pooki Fleming, 1948